# Rebecca Walker
Rebecca Walker, född Leventhal den 17 november 1969 i Jackson, Mississippi, är en amerikansk författare, feminist och aktivist. Hon har betraktats som en av de mest framträdande rösterna inom den tredje vågens feminism, och 1992 myntade hon begreppet i en artikel om feminism i tidningen Ms.
Hennes skrivande har synts i publikationer som The Washington Post, The Huffington Post, Salon, Glamour och Essence, och det har uppmärksammats på CNN och MTV.

## Biografi

### Tidiga år
Walker är dotter till författaren Alice Walker och advokaten och medborgarrättsaktivisten Melvyn R. Leventhal. Äktenskapet mellan Rebecca Walkers båda föräldrar var det första lagliga mellan en svart och en icke-svart i delstaten Mississippis historia.
Efter föräldrarnas skilsmässa 1976 tillbringade hon under uppväxten två år i taget hos antingen fadern i New York och modern i San Francisco.

### 1990-talet
Rebecca Walker uppmärksammades på allvar som en framträdande feminist, när hon 1992, som 22-åring, skrev artikeln "Becoming the Third Wave" för den etablerade tidningen Ms. Hon definierar i artikeln den tredje vågens feminism genom att förklara att "bli en feminist är att integrera en ideologi av jämlikhet och kvinnlig egenmakt i sitt djupaste inre. Det är att söka efter personlig klarhet i ett kaos av systematiskt förstörelse, att bli del av ett systerskap av kvinnor där vi ofta har olika åsikter, att förstå maktstrukturer med avsikten att utmana dem."
I antologin To Be Real: Telling the Truth and Changing the Face of Feminism (1996; Walker är redaktör) förklarade hon skillnaderna mellan den andra och den tredje vågens feminism med att den förra utgick från ett vitt och heteronormativt perspektiv, medan den tredje vågen introducerade intersektionalitet och en medvetenhet om människors många olika identiteter. I introduktionen till boken lade hon ut orden om hur hon kände sig obekväm och fastlåst i den rådande och enligt henne negativt präglade modellen av feminism, där "man måste leva i fattigdom, hata pornografi och ägna hela sin tid åt att främja sitt kön." Om man istället exempelvis tyckte om "att piskas i samband med sex, bli behandlad som en dam eller gifta sig – då kunde man inte vara feminist".
Efter att hon tagit examen vid Yale Universitet grundade hon och Shannon Liss Third Wave Fund (senare Third Wave Foundation), en ideell organisation för stöd åt unga färgade eller queera kvinnor, eller ickebinära personer, genom att förse dem med verktyg och resurser som de behöver för att kunna verka aktivt i sin lokala miljö.
1994 utsågs Walker av tidningen Time till en av USA:s 50 framtida ledare.

### Senare år
På senare år har Walker fortsatt sitt författande omkring feminism, identitet, maktstrukturer och olika livsperspektiv. 2000 kom Black, White and Jewish, en sorts självbiografi med utgångspunkt från sin egen bakgrund som dotter till svart kvinna och en judisk man. 2007 kom Baby Love: Choosing Motherhood After a Lifetime of Ambivalence, tre år efter att hon själv blev förälder tillsammans med sin tidigare partner, den buddhistiska läraren  Choyin Rangdrol. 2009 kom Adé: A Love Story, Walkers debutroman med handlingen förlagd till en resa genom Afrika.
Walkers skrivande och föreläsningar fokuserar på ras, genus, politik, makt och kultur. Detta görs bland annat på olika universitet i USA och internationellt.